# Amt Döbeln
Das Amt Döbeln war eine im Leipziger Kreis gelegene territoriale Verwaltungseinheit des Kurfürstentums Sachsen. Es wurde 1588 in das Amt Leisnig integriert. Vor der Angliederung an das Amt Leisnig zählte das Amt Döbeln zum Meißnischen Kreis.

## Geographische Lage
Das Amt Döbeln lag im Südosten des Leipziger Kreises. Es lag am Unterlauf der Freiberger Mulde. Amtssitz war die Burg Döbeln.

## Angrenzende Verwaltungseinheiten
| Schulamt Meißen Kreisamt Meißen (Exklave) | Stiftsamt Wurzen (Amt Mügeln, Exklaven)     | Amt Nossen (Exklaven)   |
| Amt Leisnig                               | Kompassrose, die auf Nachbargemeinden zeigt | Kreisamt Meißen         |
| Amt Nossen (Exklave)                      | Amt Rochlitz                                | Amt Nossen (Kerngebiet) |

## Geschichte
Das Amt Döbeln lag als Besitz des Klosters Hersfeld in der Verwaltung des Markgrafen von Meißen. 1221 ist die Verwaltung durch einen markgräflichen Vogt belegt. Seit der Leipziger Teilung 1485 gehörte das Amt zur albertinischen Linie der Wettiner. Nach der Niederlage der Ernestiner im Schmalkaldischen Krieg im Jahr 1547 kam das im Westen angrenzende Amt Leisnig in Besitz der Albertiner. 1588 wurde das Amt Döbeln zum größten Teil ins Amt Leisnig integriert. Kleinere Teile wurden dem Amt Nossen (Grunau, Niederstriegis, Rudelsdorf, Ullrichsberg) und dem Amt Oschatz angegliedert. 
Das Amt Leisnig mit Döbeln bestand bis 1856. Nachfolger wurden u. a. die Gerichtsämter Leisnig und Döbeln. Bereits 1836 wurden die als Exklaven des Amts Leisnig (Döbelner Gerichtsbezirk) im Amt Nossen liegenden Dörfer der Herrschaft Arnsdorf durch Umbezirkung in das Amt Nossen integriert.

## Bestandteile
Städte
- Döbeln mit der Burg Döbeln

Amtsdörfer
- Redemitz

Verlehnte Orte
| - Forchheim - Gadewitz - Groß-Bauchlitz - Kobelsdorf - Littdorf | - Mannsdorf - Masten - Neudorf - Neugreußnig - Niederranschütz | - Obergoseln - Oberranschütz - Schlagwitz - Sörmitz - Zschackwitz | - Zschepplitz - Zweinig |

Verlehnte Orte (Exklaven)
| - Diedenhain - Falkenau (bei Hainichen) - Gersdorf (bei Hainichen) - Glaucha - Irbersdorf (bei Hainichen) | - Mahris (bei Mügeln, anteilig) - Niedergoseln (bei Mügeln, anteilig) - Ottendorf (bei Hainichen) - Ottewig |

Rittergüter und Vorwerke
| - Arnsdorf; Exklave im Amt Nossen - Döschütz - Ebersbach - Gärtitz - Gebersbach (anteilig) | - Hermsdorf - Heyda - Kattnitz - Keuern - Klein-Bauchlitz | - Knobelsdorf (anteilig) - Mahlitzsch - Merschütz - Niedersteina - Nieder-Wutzschwitz | - Noschkowitz - Obersteina (Exklave) - Ober-Wutzschwitz - Otzdorf - Pommlitz | - Rittmitz - Schweta mit Schloss Schweta - Stockhausen - Ziegra |